# Molino de Santa Olaja

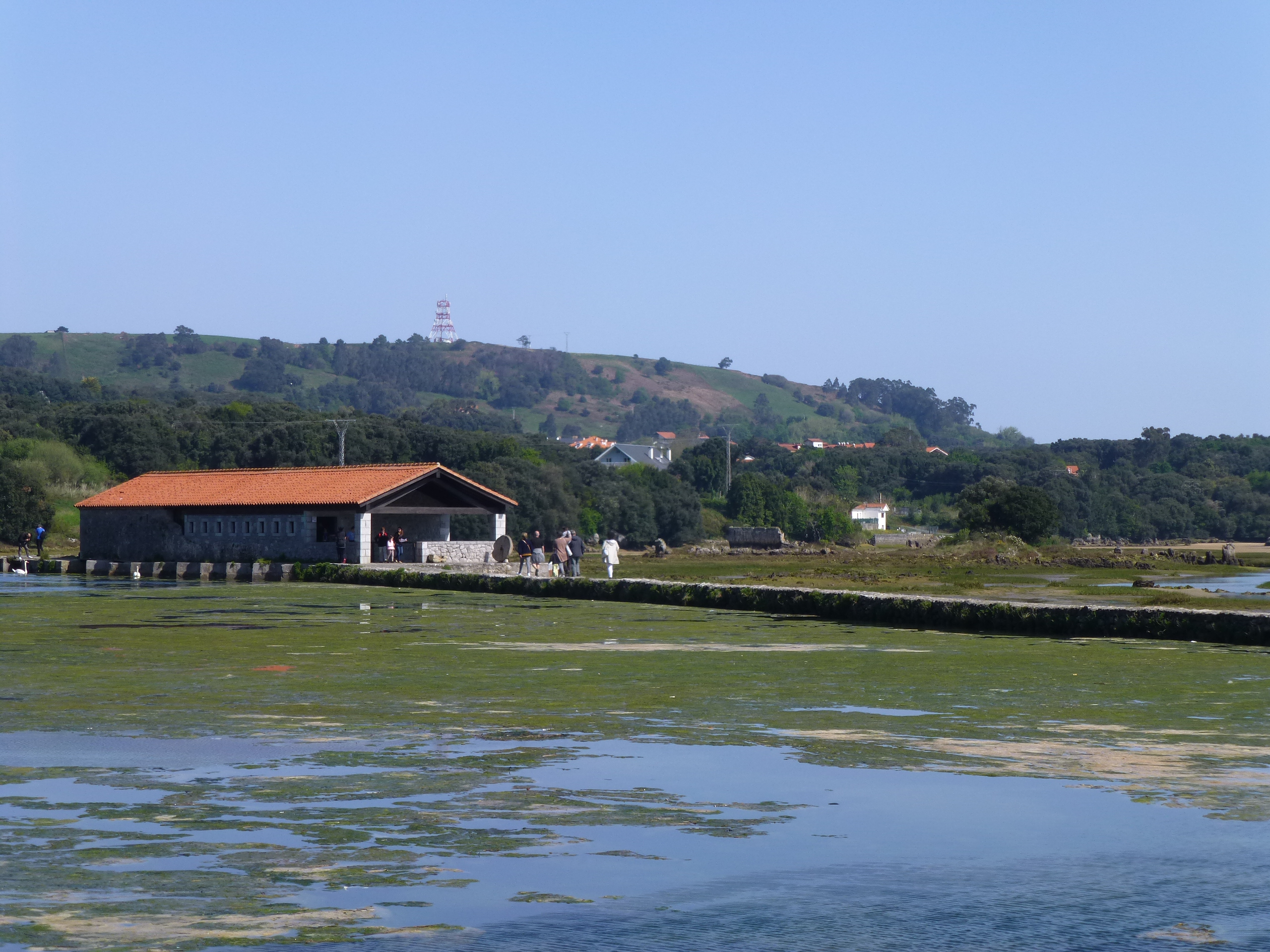
Molino mareal de Santa Olaja.

El molino de Santa Olaja o de Santa Olalla es un molino de mareas situado en  la marisma de Joyel en el municipio de Arnuero en Cantabria, España. Forma parte del  Ecoparque de Trasmiera.
Construido en el siglo siglo XIV,  se mantuvo en activo hasta 1953. Llegó a tener hasta 10 ruedas en servicio. En 1996 se recuperó de la ruina producida por su abandono y integró en el Ecoparque de Trasmiera como uno de sus principales atractivos. Es uno de los pocos que aún se conservan en buenas condiciones, y el único de la costa atlántica europea que funciona como Centro de Interpretación de estos ingenios mecánicos y mantiene un régimen de visitas abierto al público todo el año.

## Historia
El molino de Santa Olaja, derivación por corrupción del nombre original "Santa Olaya", se construyó por decisión popular en el siglo XIV y fue uno de la tupida red de molinos de mareas que hubo en la zona. En 1695 se reedificó a partir de las condiciones que realizaron Francisco del Pontón Setién y Francisco de la Cabada, vecinos de Galizano y Pontones respectivamente. Luego pasó a manos privadas.
Se mantuvo en activo hasta 1953 cuando dejó definitivamente de moler y comenzó un periodo de abandono de la instalación y de desecado de la parte del embalse que formaba marisma para su uso como tierra de labor.  En 1996  la administración autonómica lo reacondicionó lo integró dentro del Ecoparque de Trasmiera con la finalidad de divulgar los oficios y tradiciones de la zona y de mantener el estado ecológico de la misma.
El molino de Santa Olaja, de unos 200 m², lo constituyen dos edificios unidos mediante un muro medianero y un soportal. Está construido en piedra de mampostería con sillería en los esquinales, en el lado del mar presenta seis arcos de medio punto y en el frente inverso tajamares. El edificio ha sido rehabilitado con el objetivo de recuperar todo su entorno y transformarlo en una reconstrucción, y en él se puede comprender el funcionamiento del molino y conocer cómo vivía el molinero que allí trabajaba. Se han mantenido cuatro de las hasta diez ruedas con las que contó en su día. Se han reconstruido la maquinaria completa dos de ellas dejando otras desmontadas para poder ver mejor el funcionamiento. En la otra sala se han instalado las compuertas de llenado del embalse. Se muestran, así mismo, diversos instrumentos utilizados durante la molienda, y se ha recreado, con una escenografía de época.
El dique que cierra la marisma conformando el embalse es transitable, de hecho es la única forma de llegar a pie al molino y en él se hallan las compuertas originales que también han sido recuperadas.